# Etremopsis albata
''Etremopsis albata'' é uma espécie de gastrópode do gênero Etremopsis, pertencente à família Conidae.